# К-9 (авиационная ракета)
К-9 (серийный индекс — Р-38, по классификации МО США и НАТО — AA-4 Awl) — советская опытная управляемая ракета класса «воздух-воздух» с полуактивной радиолокационной ГСН для истребителя-перехватчика Е-152, экспериментального высокоскоростного двухдвигательного самолёта ОКБ А. И. Микояна (ОКБ-155), предшественника МиГ-25. Разрабатывалась и испытывалась в конце 1950-х — начале 1960-х годов, на вооружение не принималась, серийно не производилась.
Прототип К-9 демонстрировался на авиавыставке в Тушино в 1961 году одновременно с носителем Е-152. 

## Тактико-технические характеристики
- Масса: 245 кг
- Длина: 4,5 м
- Диаметр: 250 мм
- Размах крыла: 1,6 м
- Скорость полёта: 1400 м/с
- Дальность полёта: 9 км
- Двигатель: однокамерный двухрежимный РДТТ ПРД-56
  - Масса РДТТ — 103 кг
  - Тяга:
    - стартовый режим — 5500 кгс
    - крейсерский режим — 2500-3000 кгс
- Система наведения: всеракурсная ПАРЛ ГСН импульсного действия ЦР-1 + автопилот АПЦ-18
  - Масса ГСН — 15 кг
- Боевая часть: осколочно-фугасная
  - Масса БЧ — 27 кг
- Взрыватель: импульсный радиовзрыватель ЦРВ-1
- Точность: до 55 %
- Носители: Е-150, Е-152